# エリー (小惑星)
エリー (616 Elly) は小惑星帯に位置する小惑星である。ハイデルベルクでアウグスト・コプフによって発見された。
ドイツの数学者カール・ベームの妻で、翻訳家であったエリー・ベームにちなんで命名された。